# Jevgenij Prigosjin
Jevgenij Viktorovitsj Prigosjin (russisk: Евгений Викторович Пригожин; født 1. juni 1961, død 23. august 2023) var en russisk oligark, leder af den paramilitære organisation Wagner-gruppen og tidligere nær fortrolig af den russiske præsident Vladimir Putin. Prigosjin blev undertiden omtalt som "Putins kok", fordi han ejede forskellige restauranter og cateringfirmaer, der leverer tjenester til Kreml.
Han tilbragte det meste af perioden 1979-1990 i fængsel i Sovjetunionen, som følge af forskellige domme for bl.a. røveri, tyveri og bedrageri. Efter sin løsladelse i 1990 begyndte han at sælge hotdogs sammen med sin mor og stedfar i Leningrad. Efter Sovjetunionens sammenbrud fulgte Prigosjin tidens iværksætterånd og grundlagde og/eller blev involveret i mange nye virksomheder, herunder bl.a. Contrast (den første dagligvarebutikskæde i Sankt Petersborg) og Spectrum CJSC (første kasinoer i Sankt Petersborg).
Prigosjin er ligeledes stifter af selskabet Concord Management and Consulting, som agerer moderselskaber for flere andre selskaber (herunder Concord Catering). Dette konsortium af selskaber har været beskæftiget med forskellige aktiviteter, herunder catering, og bl.a. været leverandør til det russiske forsvarsministerium. Den 20. juni 2017 tilføjede det amerikanske finansministerium Concord Management and Consulting til listen over virksomheder, der var sanktioneret som følge af Ruslands militære interventioner på Krim og Ukraine.
Som del af Robert Muellers Ruslands-undersøgelse blev både Concord Management and Consulting, Concord Catering og selskabet Internet Research Agency tiltalt for at have blandet sig i det amerikanske præsidentvalg i 2016, der blev vundet af Donald Trump. Prigosjin blev også personligt selv tiltalt af Mueller for at have blandet sig i præsidentvalget. Internet Research Agency – som ligeledes var grundlagt af Prigosjin – blev af den russiske journalist Andrey Zakharov i 2016 beskrevet som en "troll-fabrik" (selskabet blev undertiden også omtalt på engelsk som en "troll farm"). Selskabet beskæftigede angiveligt op mod 1.000 medarbejder, som ved hjælp af falske konti både spredte forskellige budskaber – som angiveligt fremmede Kremls interesser – og trollede folk på sociale medier, diskussionsfora, mediesider m.m.
I februar 2021 blev Prigosjin tilføjet til FBI's Wanted List, hvor FBI samtidig udloddede en dusør på $250.000 for oplysninger, der ville lede til hans anholdelse.
Prigosjin var leder af Wagner-gruppen, der som privat militærorganisation har deltaget i en række krigshandlinger i Syrien, Afrika og Ukraine. Prigosjin stod i juni 2023 bag Wagnergruppens oprør (omtalt som en "march for retfærdighed" af Prigosjin selv), hvor Wagner-gruppen truede med at bevæge sig mod Moskva i protest mod den russiske regerings håndtering af krigen i Ukraine. Han omkom to måneder senere, da han var ombord på et privatfly, der styrtede ned mellem Moskva og Sankt Petersborg.

## Biografi
Prigosjin var en tidligere straffefange i Sovjetunionen, men kontrollerede, op til sin død, et netværk af indflydelsesrige virksomheder i Rusland. Han var særligt kendt for at være grundlæggeren og lederen af den statsstøttede paramilitære hær Wagner-gruppen.
Efter flere års benægtelse af sine forbindelser til Wagner-gruppen, bekræftede han til sidst, at han var grundlæggeren den 26. september 2022. Han erklærede, at han grundlagde det i maj 2014 for at støtte russiske styrker i krigen i Donbass. Denne indrømmelse blev foranlediget af en viral video, hvor Prigosjin blev vist i et Mari El-fængsel, hvor han rekrutterede fanger, og lovede dem frihed, hvis de tjente seks måneder i Wagner-gruppen.
Prigosjin var som leder af Wagner-gruppen ved Ruslands invasion af Ukraine i 2022 en støtte for Ruslands regering, men der udviklede sig hurtigt en splid mellem Prigosjin og Ruslands forsvarsminister Sergej Sjojgu. Den 23. juni 2023 meddelte Prigosjin, at Wagner-gruppen ville udføre en "March for retfærdighed" (Wagnergruppens oprør) mod Moskva. Wagner-gruppen indtog herefter det militære hovedkvarter i Rostov ved Don i Rusland og sendte tropper mod Moskva i et åbent oprør mod præsident Putin. Oprøret blev dog afblæst allerede den 24. juni, hvor Wagner-gruppens tropper trak sig tilbage til deres baser, og den russiske regerings straffesag mod Prigosjin blev opgivet mod at han forlod den Russiske føderation og i stedet bosatte sig i Hviderusland.

## Forhold til USA
Endvidere har tre af hans virksomheder været anklaget for indblanding i de amerikanske valg i 2016 og 2018. Ifølge en undersøgelse fra 2022 foretaget af Bellingcat, The Insider og Der Spiegel, er Progozijns aktiviteter "snævert integreret med Ruslands forsvarsministerium og dets efterretningsarm, GRU ".
Prigosjin har længe benægtet at have medvirket i operationer, der havde til hensigt at blande sig i de amerikanske valg. I november 2022 indrømmede han sin rolle i sådanne operationer og sagde, at de ville fortsætte. I februar 2023 erklærede han, at han var grundlægger og mangeårig leder af Internet Research Agency, et russisk firma anklaget for online propagandaoperationer.
Prigosjin, hans virksomheder og associerede er underlagt økonomiske sanktioner og strafferetlige anklager i USA. Han er ligeledes underlagt sanktioner i Storbritannien. FBI har tilbudt en dusør på op til $250.000 for information, der fører til anholdelse af Prigosjin.